# La Roche-Derrien
La Roche-Derrien (bretonsko Ar Roc'h-Derrien) je naselje in občina v francoskem departmaju Côtes-d'Armor regije Bretanje. Leta 2006 je naselje imelo 1.086 prebivalcev.

## Geografija
Kraj leži v bretonski pokrajini Trégor ob reki Jaudy, 16 km vzhodno od Lanniona.

## Zgodovina
Med vojno za bretonsko nasledstvo (1341-1364) se je 18. junija 1347 na ozemlju La Roche-Derriena odvijala bitka, v kateri je uspelo angleški vojski pod poveljstvom viteza Thomasa Dagwortha ubraniti položaje in pri tem zajeti bretonskega vojvoda Charlesa de Bloisa, poveljnika francoske vojske in enega od pretendentov za bretonski prestol.

## Uprava
La Roche-Derrien je sedež istoimenskega kantona, v katerega so poleg njegove vključene še občine Berhet, Cavan, Coatascorn, Hengoat, Mantallot, Pouldouran, Prat, Quemperven, Pommerit-Jaudy in Troguéry s 5.672 prebivalci.
Kanton Roche-Derrien je sestavni del okrožja Lannion.